# Jingqu

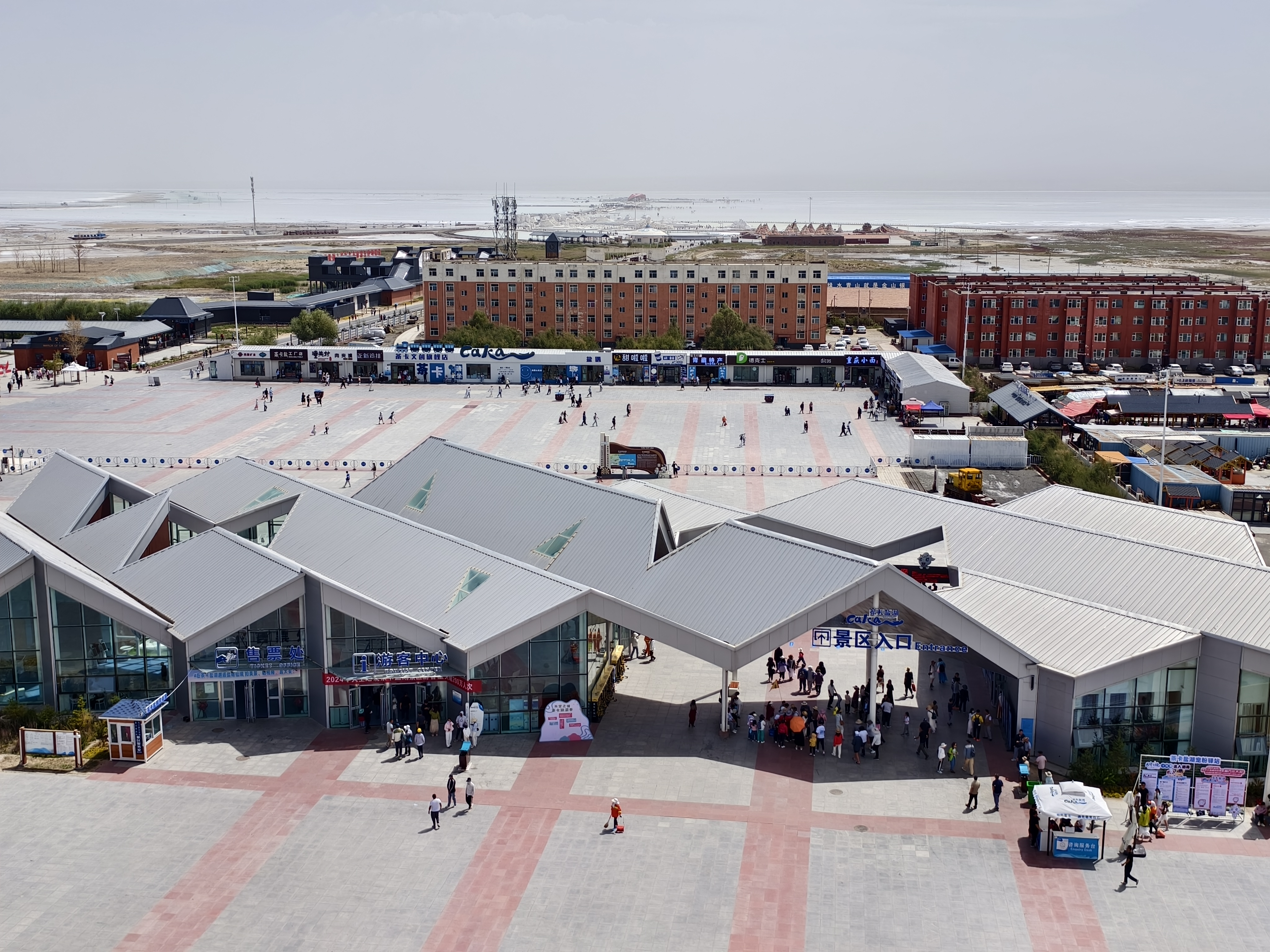
Toegangspoort tot de jingqu bij het zoutmeer van Chaka, in de provincie Qinghai.

Jingqu (Chinees: 旅游风景区, pinyin: lǚyóufēngjǐngqū, "schilderachtige gebieden voor toerisme"; Engels: tourist scenic areas) zijn plekken in de Volksrepubliek China waar materieel of natuurlijk erfgoed door aanleg van voorzieningen en faciliteiten goed en veilig voor massatoerisme zijn ontsloten. In een jingqu betaalt de bezoeker een tarief voor de toegang in ruil voor beschikking over de faciliteiten. In China is met name het binnenlands toerisme sinds de jaren 1990 explosief gestegen, met miljoenen bezoekers per jaar voor de bekendere attracties. Dit maakte de aanleg van goede faciliteiten noodzakelijk.  Jingqu hebben ook ten doel het erfgoed beter te beschermen en werkgelegenheid voor de lokale bevolking te creëren. Vrijwel al het Chinees erfgoed dat een groter aantal toeristen trekt ligt in een jingqu, waaronder enkele van de bekendste trekpleisters van het land, zoals de berggebieden van de Huang Shan, de Tai Shan en Zhangjiajie of uitzichtplekken langs de oevers van het meer Taihu.
Tot de faciliteiten in een jingqu behoren goed onderhouden en veilige voetpaden, beveiliging- en schoonmaakdiensten, bewegwijzering en informatiepanelen, en sanitaire en afvalvoorzieningen. Veel jingqu beschikken daarnaast over pendeldiensten in de vorm van bussen of kermistreintjes. Sommige jingqu beschikken daarnaast over een kabelbaan of rondvaartboten. 
Sommige jingqu hebben veel weg van een park of openluchtmuseum, met goed onderhouden bloembedden, kunstmatig aangelegde watervallen, of speakers waarmee muziek verspreid wordt langs de voetpaden. In sommige gevallen zijn er ook glijbanen, tokkelbanen, reuzenraden, bruggen met glazen vloer, reuzenschommels, of uitkijktorens. Andere jingqu hebben echter moeilijke of lange wandelroutes waar de bezoeker dichter bij de wilde natuur kan komen.